# Mario Kindelán
Mario Kindelán (Holguín, 10 de agosto de 1971) é um boxeador cubano, campeão olímpico.

## Carreira
Ele conquistou duas medalhas de ouro: nos Jogos Olímpicos de Verão de 2000 em Sydney, quando venceu o alemão Richard Nowakowski na disputa de peso leve, e nos Jogos Olímpicos de Verão de 2004 em Atenas, após derrotar o soviético Viktor Demyanenko na mesma categoria e consagrar-se bicampeão. O recorde amador de Kindelán foi de 358-22, não tendo perdido desde 1999 até sua aposentadoria em 2004.